# Hanns Beck-Gaden
Hanns Beck-Gaden (* 17. März 1891 in München als Hanns Beck; † 20. Juni 1956 in Berchtesgaden) war ein deutscher Schauspieler, Regisseur, Drehbuchautor, Filmproduzent und Filmarchitekt, der sich auf volkstümliche Heimatthemen des Alpenraums spezialisiert hatte.

## Leben und Wirken
Der gebürtige Hanns Beck hatte in jungen Jahren ein unstetes, von Abenteuerlust geprägtes Leben geführt. Als Jugendlicher besuchte er eine Hotelfachschule in England, anschließend heuerte er als Matrose auf dem Segelschiff Michigan an. Reisen führten ihn bis nach Süd- und Nordamerika, Afrika, Indien und Ostasien. Als sog. stock man – eine Art Viehtreiber, Cowboy – jobbte er in Australien. In Queensland lebte er knapp ein Jahr im Busch.
1912 kehrte Beck nach Deutschland heim, um seinen Militärdienst abzuleisten. Im Ersten Weltkrieg vor Verdun zweimal schwer verwundet, machte Batteriechef Beck bald mit rechtsradikalem und deutschnationalem Gedankengut sowie antisemitischen Ausfällen auf sich aufmerksam. Wegen Hetzreden gegen den sozialistischen Politiker Kurt Eisner und eines angeblichen Mordanschlags auf einen Spartakisten soll er eigenen Angaben zufolge zum Tode verurteilt und von einem Offizierskameraden aus gemeinsamer Kriegszeit wieder herausgepaukt worden sein. Anschließend schloss sich Beck den reaktionären Freikorps an und verdiente sich nebenbei seinen Lebensunterhalt als Gutsangestellter in München-Riem. Am Marsch auf die Feldherrnhalle am 9. November 1923 will er ebenfalls teilgenommen haben.
Bereits 1920 stand Hanns Beck – erst später nahm er den Namen Beck-Gaden an – erstmals vor der Kamera. Sein Metier waren vorwiegend ländlich-bäuerliche Dramen. Im März 1925 übernahm er die Firma Drehwa-Film-Verleih-Vertrieb GmbH und wandelte sie in die Drehwa-Film GmbH Hanns Beck-Gaden um. Als Regisseur zeichnete Beck-Gaden in den letzten Jahren des Stummfilms (1927–1930) für eine Reihe von schlichten Bergdramen mit sich selbst und Gritta Ley in den Hauptrollen verantwortlich, seine wenig bemerkenswerte Regiekarriere endete 1933/34. Daraufhin ging der Münchner zeitweilig nach Ägypten, um, wie er behauptete, den dortigen Filmmarkt für deutsche Filme zu erobern. Seine verbalen Ausfälle und Tiraden gegen das deutsche Filmschaffen vor 1933 – der Verschwörungstheoretiker Beck-Gaden sah sich stets als Opfer der ihn lächerlich machenden Kritik und links-jüdischer Kreise – brachten ihm bei der nationalsozialistischen Machtergreifung keine Bonuspunkte, zu sehr missbilligten selbst die braunen Machthaber das schwache Niveau seiner Filme. Zum 1. Mai 1933 trat er der NSDAP bei (Mitgliedsnummer 3.211.830).
Beck-Gaden wich schließlich zum Theater aus und wurde nach der Annexion Österreichs im März 1938 Leiter der sogenannten Gaubühne Tirol-Vorarlberg, mit der er auch auf Tourneen ging. Außerdem diente er dort als Landesleiter der Reichstheaterkammer. Vom Film sollte er nie mehr wieder ein Angebot bekommen.

## Filmografie
| - 1920: Hochland (Schauspieler, Drehbuch) - 1921: Blutige Spuren (Schauspieler, Regie) - 1921: Der Hanswurst von Riga (Schauspieler) - 1921: Der Letzte vom Bärenhof (Schauspieler) - 1921: Ein Fest auf Haderslevhuus (Schauspieler) - 1922: Die Talfahrt des Severin Hoyer (Schauspieler) - 1925: Schneepiraten (Regie, Drehbuch, Produktion, Schauspieler) - 1927: Alpenglühen (Regie, Produktion, Drehbuch, Bauten) - 1928: Wo die Alpenrosen blühn (Regie, Drehbuch, Schauspieler) - 1929: Der Grenzjäger (Regie, Drehbuch, Schauspieler) - 1929: Wildschütz Jennerwein (Regie, Drehbuch, Schauspieler) - 1930: Der Mönch von St. Bartholomä (Regie, Schauspieler) | - 1930: Der Herrgottschnitzer von Oberammergau (Schauspieler) - 1930: Sein letztes Edelweiß (Schauspieler) - 1930: Glühende Berge – flammendes Herz (Schauspieler) - 1930: Das heilige Schweigen (Regie, Drehbuchmitarbeit, Schauspieler) - 1930: Wenn die Abendglocken läuten (Regie, Drehbuchmitarbeit, Schauspieler) - 1931: Der bebende Berg (Schauspieler, Mitregie) - 1932: Fürst Seppl (Schauspieler) - 1933: Der sündige Hof (Schauspieler) - 1933: Der Judas von Tirol (Schauspieler) - 1933: Der Schuß am Nebelhorn (Schauspieler, Regie, Drehbuchmitarbeit) - 1934: Grenzfeuer (Schauspieler, Regie, Drehbuch) |